# Intraossäres Ganglion
Bei einem intraossären Ganglion handelt es sich um eine gutartige, tumorähnliche Knochenschädigung. Es gehört zur Gruppe der Knochenzysten und kommt hauptsächlich in Röhrenknochen, in den Handknochen (meist Mond- oder Kahnbein) und in den Beckenpfannen (Acetabulum) vor. Wie jedes Ganglion befindet es sich immer in der Nähe des Gelenks. Durch winzige Risse (z. B. durch eine Verletzung) in der Gelenkoberfläche kann Gelenkflüssigkeit in den Markraum des benachbarten Knochens eindringen und die Spongiosa zerstören. Es kommt zur Ausbildung eines Hohlraumes, in dem sich das Ganglion bildet. In seltenen Fällen kann sich das intraossäre Ganglion auch außerhalb des Knochens (extraossär) ausbreiten.

## Symptome
Intraossäre Ganglien machen sich vor allem durch Schmerzen im betroffenen Gelenk bemerkbar. Falls es einen extraossären Anteil außerhalb des Knochens gibt, kann es auch zu Wölbungen an den entsprechenden Stellen kommen.
Nicht alle Ganglien verursachen Schmerzen. Manchmal können große Ganglien völlig schmerzfrei bleiben, während winzige, kaum sichtbare Mikroganglien massive Schmerzen verursachen können.

## Diagnose
Aufgrund des diffusen Beschwerdebildes wird oft erst an rheumatische Erkrankungen (z. B. Sehnenscheidenentzündung, Arthrose) gedacht. Bis die richtige Diagnose gestellt wird, vergeht daher oft eine geraume Weile, zumal das Röntgenbild meistens unauffällig ist. Erst Verfahren der Tomographie erlauben eine sichere Diagnostik.

## Therapie
Solange ein intraossäres Ganglion keine Schmerzen verursacht oder die Gefahr einer Knochenfraktur besteht, bedarf es keiner Behandlung. Bei Beschwerden wird in einer Operation der betroffene Bereich freigelegt, die Zyste entfernt und die Knochenhöhle ausgekratzt. Bei größeren Höhlen erfolgt eine sogenannte Spongiosaplastik. Hierbei wird aus einem gesunden Knochen (z. B. Speiche oder Becken) ein Teil gesunder Spongiosa entnommen und in die Höhle eingesetzt. Da es sich um lebendes Gewebe handelt, verwächst es mit dem restlichen Knochen.